# Rudolf Svatoš
Rudolf Svatoš (30. října 1905 Přelovice – 24. října 1942 koncentrační tábor Mauthausen) byl podporovatel výsadku Anthropoid a Out Distance popravený nacisty.

## Život
Rudolf Svatoš se narodil 8. listopadu 1896 v Přelovicích do rodiny Josefa Svatoše a Kateřiny Svatošové, rozené Slavíkové. Měl dva bratry: Josefa Svatoše (* 8. listopadu 1896 Přelovice) a Františka Svatoše (* 14. března 1902 Přelovice). Pracoval jako praktikant, akviziční úředník a společník firmy Vyskočil, Svatoš a spol. ve výrobě krámského a výkladního zařízení v Přístavní ulici v Praze-Holešovicích. S manželkou Marií Svatošovou rozenou Novou (* 19. června 1912 Praha) měl dcerku Evu (* 1940). Rodina bydlela v Michelské ulici čp. 464 v Praze-Krči (dnes Pod dálnicí 464/22, Praha-Michle).
Jeho starší bratr Josef Svatoš, který pracoval jako kancelářský revident a bydlel v Melantrichově ulici čp. 463 v blízkosti Staroměstského náměstí, se během německé okupace Čech, Moravy a Slezska zapojil do protiněmeckého odboje. V první polovině roku 1942 v Josefově bytě přespávali parašutisté z výsadků Anthropoid a Out Distance. Rudolf Svatoš patřil stejně jako jeho bratr do podpůrné sítě parašutistů.

## Zatčení, smrt
Stejně jako mnohým dalším se mu stala osudnou zrada Karla Čurdy dne 16. června 1942. Jeho bratr Josef Svatoš byl zatčen s manželkou ještě týž den, pro Rudolfa Svatoše a jeho ženu si gestapo přišlo hned následujícího dne, tj. 17. června 1942. Zatčení neunikl ani bratr František. Z policejní vazby v Praze byli Svatošovi deportováni do Malé pevnosti Terezín, dne 29. září 1942 byli stanným soudem odsouzeni k trestu smrti. Po transportu do koncentračního tábora Mauthausen byli všichni dne 24. října 1942 v zastřeleni.
Dvouletá dcera Eva byla vězněna v internačních táborech v Praze na Jenerálce, ve Svatobořicích a v Plané nad Lužnicí, kde se dožila konce války.

## Připomínka
- Jeho jméno (Svatoš Rudolf *30. 10. 1905) a jména příbuzných jsou uvedena na pomníku při pravoslavném chrámu svatého Cyrila a Metoděje (adresa: Praha 2, Resslova 9a). Pomník byl odhalen 26. ledna 2011 a je součástí Národního památníku obětí heydrichiády.[4]
- Pamětní deska věnovaná připomínce manželů Rudolfa a Marie Svatošových je umístěna na domě na adrese: Pod dálnicí 464/22, Praha 4 - Michle. Na pamětní desce je nápis: ZDE ŽILI A / V MAUTHAUSENU DOTRPĚLI / RUDOLF SVATOŠ / * 25. X. 1905 + 24. X. 1942 / MARIE SVATOŠOVÁ ROZ. NOVÁ / * 18. IV. 1912 + 26. I. 1943 / VZPOMÍNÁME RODIČE A EVA. (V datu narození Marie Svatošové rozené Nové je zjevná chyba, správně má být 19. VI. 1912. V datu narození Rudolfa Svatoše je zjevně chyba, správně má být 30. X. 1905).[5]
- Jména manželů Rudolfa a Marie Svatošových a dalších příbuzných jsou uvedena na pamětní desce v průjezdu domu v ul. Melantrichova 463/15, Praha 1, kde bydlel jeho bratr Josef s manželkou.[6]
- Po rodině Svatošových byla v roce 2020 pojmenována ulice Svatošových v pražských Vysočanech.[7]
- Na sloupu veřejného osvětlení v ohybu ulice Svatošových v pražských Vysočanech je pod červenou cedulí s názvem ulice umístěna také modrá smaltovaná dodatková informační uliční cedule s textem: "Rodina Svatošových – patřila mezi nejobětavější podporovatele operace ANTHROPOID. Marie Svatošová (* 6. 10. 1904) se sestrou Zdeňkou Janíkovou (* 11. 4. 1909), manželem Josefem Svatošem (* 8. 11. 1896), jeho bratry Františkem Svatošem (* 14. 3. 1902), Rudolfem Svatošem (* 30. 10. 1905) a jeho manželkou Marií Svatošovou (* 19. 6. 1912) byli všichni zavražděni Němci 24. 10. 1942 a 26. 1. 1943 v KT Mauthausen."[8]

## Galerie

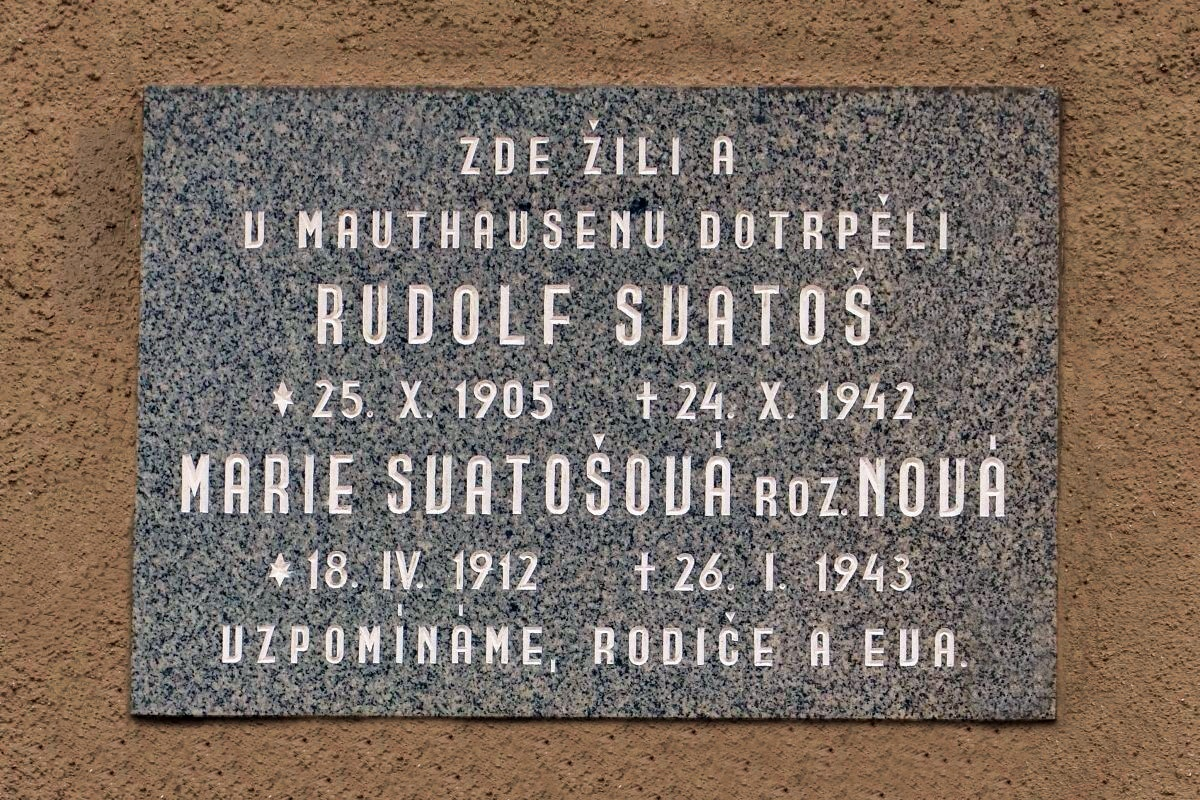
Pamětní deska v ul. Pod dálnicí 464/22, Praha 4 - Michle
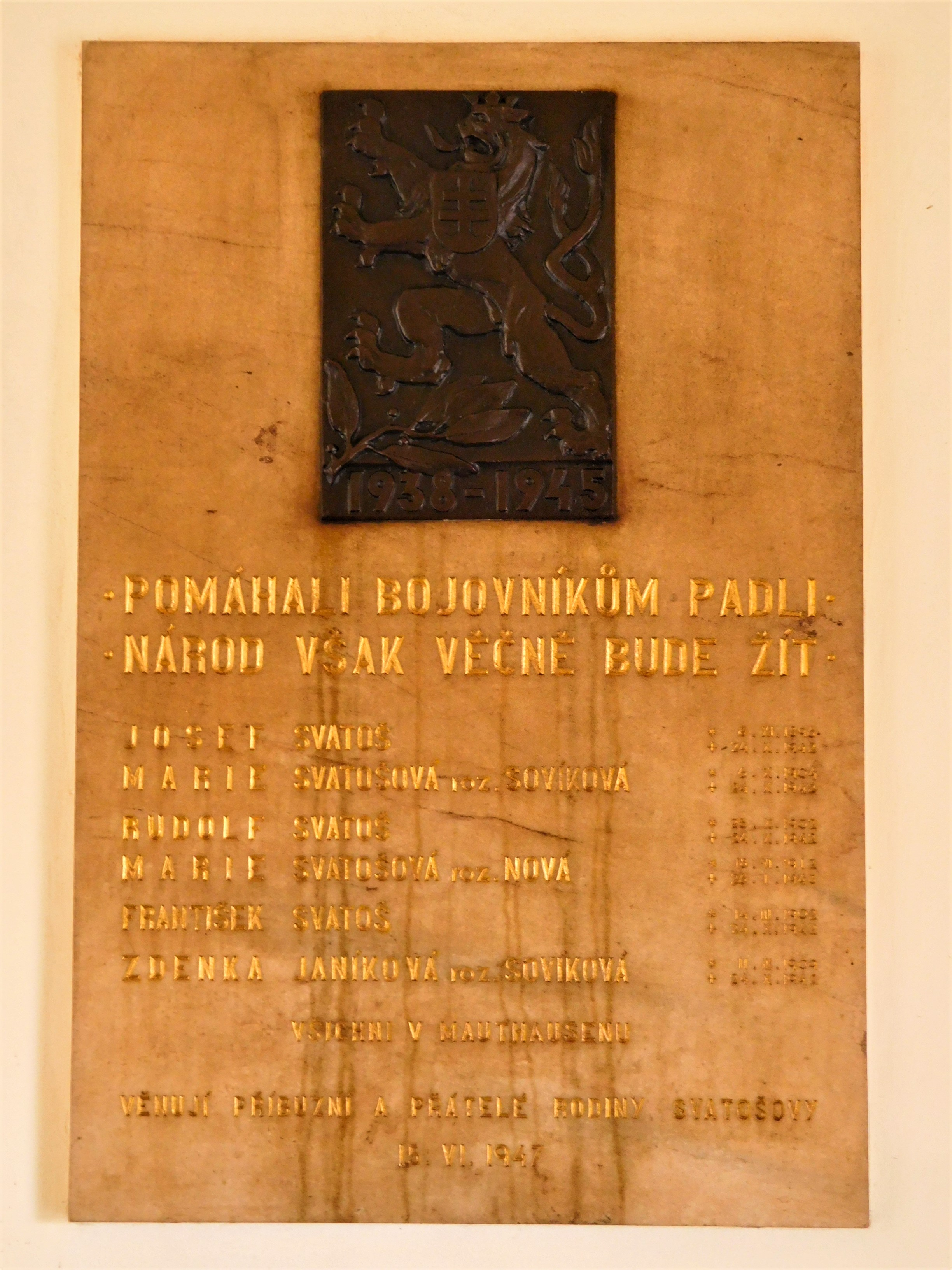
Pamětní deska v průjezdu domu v ul. Melantrichova 463/15, Praha 1
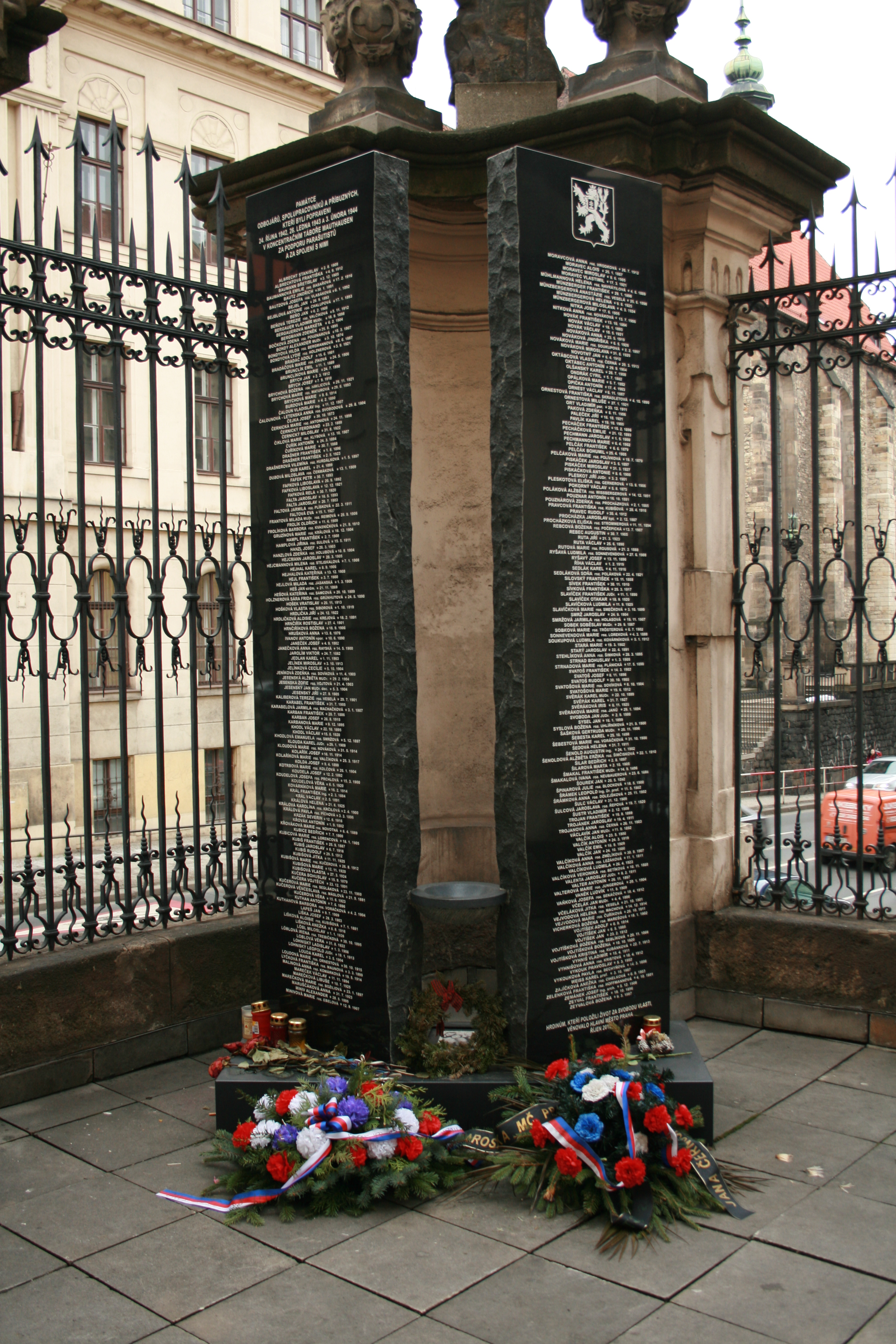
Pomník spolupracovníků parašutistů a jejich rodinných příslušníků na terase kostela sv. Cyrila a Metoděje v Resslově ulici v Praze
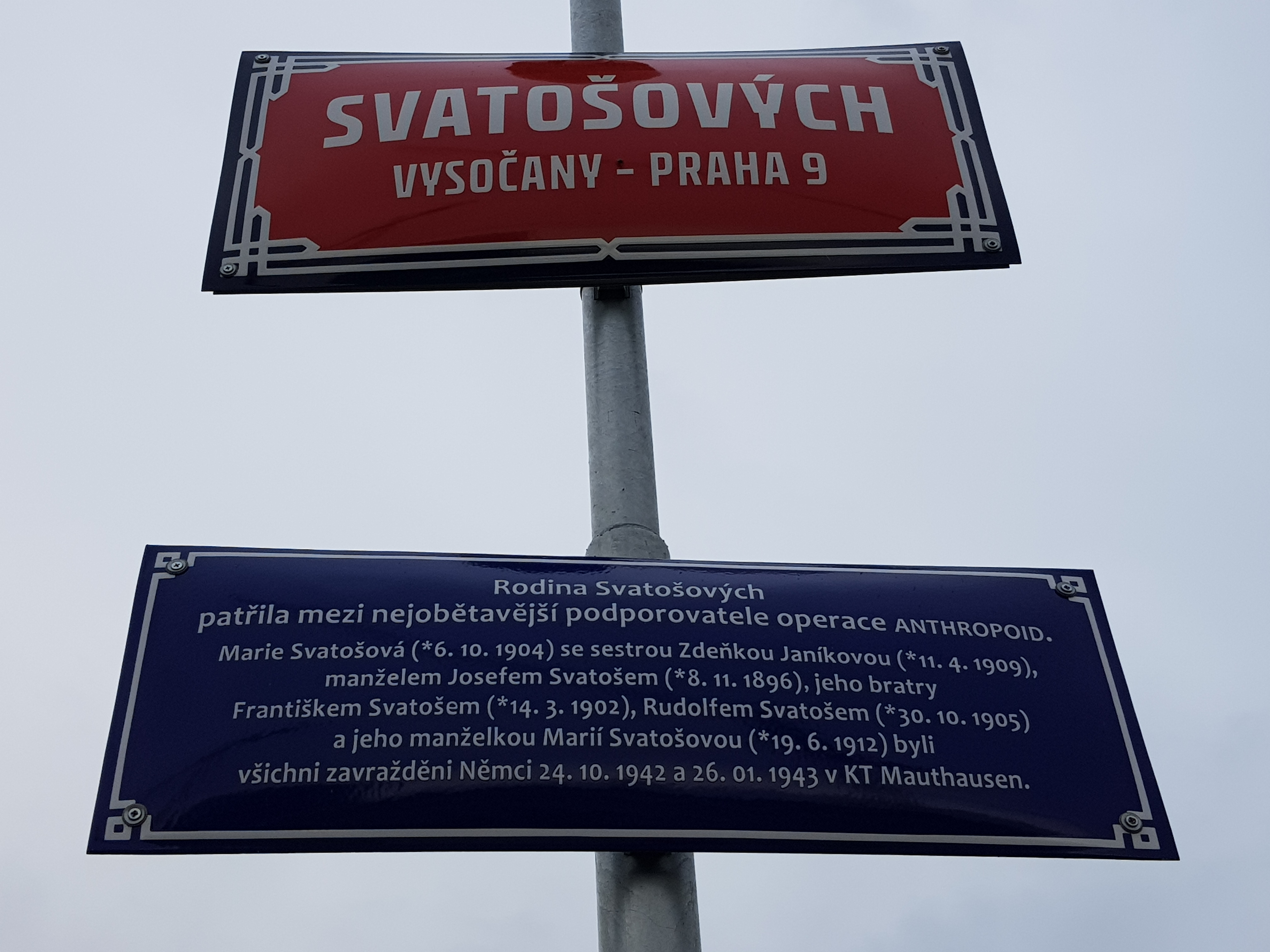
Tabule s názvem ulice Svatošových ve Vysočanech s modrou dodatkovou tabulí